# Joachim Kalisch
Joachim Kalisch (* 11. Juli 1929 in Berlin; † 25. Mai 2020) war ein deutscher Politiker der CDU.
Kalisch war von Beruf Großhandelskaufmann. Er trat 1948 der CDU bei. Von 1980 bis 1990 war Kalisch als Vertreter Berlins Mitglied des Deutschen Bundestages.